# Carex burttii
Carex burttii là một loài thực vật có hoa trong họ Cói. Loài này được Noltie mô tả khoa học đầu tiên năm 1993.